# Einband-Europameisterschaft 1974

Logo CEB (ausrichtender Verband)

Veranstaltungsort: Zandvoort

Die Einband-Europameisterschaft 1974 war das 22. Turnier in dieser Disziplin des Karambolagebillards und fand vom 28. bis zum 31. März 1974 in Zandvoort statt. Es war die vierte Einband-Europameisterschaft in den Niederlanden. 

## Geschichte
Seinen vierten EM-Titel im Einband sicherte sich ungeschlagen der Belgier Ludo Dielis. Zweiter wurde wieder Francis Connesson vor dem Niederländer Hans Vultink. In der überraschungsarmen Meisterschaft war es der 16. Einbandtitel in Folge bei einer Europameisterschaft für einen belgischen Teilnehmer.  

## Turniermodus
Es wurde im Round Robin System bis 200 Punkte gespielt. Es wurde mit Nachstoß gespielt. Damit waren Unentschieden möglich.
Bei MP-Gleichstand wird in folgender Reihenfolge gewertet:
1. MP = Matchpunkte
2. GD = Generaldurchschnitt
3. HS = Höchstserie

## Abschlusstabelle
| MP    | Match Points (Sieger = 2; Unentschieden = 1; Verlierer = 0) |
| Pkte. | Erzielte Karambolagen                                       |
| Aufn. | Benötigte Versuche                                          |
| GD    | Generaldurchschnitt                                         |
| BED   | Bester Einzeldurchschnitt eines Spielers                    |
| HS    | Höchstserie                                                 |
|       | Bester GD des Turniers                                      |
|       | Bester ED des Turniers                                      |
|       | Beste HS des Turniers                                       |
|       | 1. Platz (Gold)                                             |
|       | 2. Platz (Silber)                                           |
|       | 3. Platz (Bronze)                                           |

| Platz                     | Name                   | MP   | Pkte. | Aufn. | GD    | BED   | HS |
| ------------------------- | ---------------------- | ---- | ----- | ----- | ----- | ----- | -- |
| 1                         | Ludo Dielis            | 14:0 | 1400  | 117   | 11,96 | 16,66 | 96 |
| 2                         | Francis Connesson      | 12:2 | 1342  | 170   | 7,89  | 18,18 | 57 |
| 3                         | Hans Vultink           | 8:6  | 1085  | 122   | 8,89  | 16,66 | 60 |
| 4                         | Christ van der Smissen | 8:6  | 1212  | 179   | 6,77  | 14,28 | 54 |
| 5                         | Günter Siebert         | 6:8  | 1060  | 175   | 6,05  | 6,89  | 36 |
| 6                         | Heinrich Weingartner   | 6:8  | 1190  | 238   | 5,00  | 6,45  | 33 |
| 7                         | Alejandro Munoz        | 2:12 | 786   | 194   | 4,05  | 4,08  | 29 |
| 8                         | Mario Machado          | 0:14 | 903   | 199   | 4,54  | –     | 24 |
| Turnierdurchschnitt: 6,44 |                        |      |       |       |       |       |    |